# نيفر توو ليت
«نيفر توو ليت» (بالإنجليزية: Never Too Late)‏ أو «لم يفت الأوان» هي أغنية بوب الرقص من تأليف وإنتاج فريق الإنتاج البريطاني ستوك أيتكين واترمان على ألبوم كايلي مينوغ الثاني إنجوي يورسلف (1989). أعيد تسجيلها لاحقا على ألبوم كايلي الأوركسترائي التجميعي، آبي رود سيشنز، في عام 2012.